# Syncephalastrum racemosum
Syncephalastrum racemosum är en svampart som beskrevs av Cohn ex J. Schröt. 1886. Syncephalastrum racemosum ingår i släktet Syncephalastrum och familjen Syncephalastraceae.   Inga underarter finns listade i Catalogue of Life.